# 11017 Billputnam
A 11017 Billputnam (ideiglenes jelöléssel 1983 BD) a Naprendszer kisbolygóövében található aszteroida. Edward L. G. Bowell fedezte fel 1983. január 16-án.